# Flagellostrigula
Flagellostrigula is een monotypisch geslacht van zakjeszwammen behorend tot de familie Strigulaceae. Het bevat alleen Flagellostrigula laureriformis.